# سانكتي سبريتوس
سانكتي سبريتوس هي مدينة، وبلديات كوبا، ومستوطنة، تتبع سانكتي سبيريتوس، هي عاصمة سانكتي سبيريتوس، بلغ عدد سكانها 138٬504 نسمة، في 2012، تبلغ مساحتها 1٬150٬700٬000 متر مربع، رمزها البريدي هو 60100.

## المناخ
يظهر الجدول التالي التغييرات المناخية على مدار السنة لسانكتي سبريتوس:
| البيانات المناخية لـسانكتي سبريتوس | البيانات المناخية لـسانكتي سبريتوس | البيانات المناخية لـسانكتي سبريتوس | البيانات المناخية لـسانكتي سبريتوس | البيانات المناخية لـسانكتي سبريتوس | البيانات المناخية لـسانكتي سبريتوس | البيانات المناخية لـسانكتي سبريتوس | البيانات المناخية لـسانكتي سبريتوس | البيانات المناخية لـسانكتي سبريتوس | البيانات المناخية لـسانكتي سبريتوس | البيانات المناخية لـسانكتي سبريتوس | البيانات المناخية لـسانكتي سبريتوس | البيانات المناخية لـسانكتي سبريتوس | البيانات المناخية لـسانكتي سبريتوس |
| الشهر                              | يناير                              | فبراير                             | مارس                               | أبريل                              | مايو                               | يونيو                              | يوليو                              | أغسطس                              | سبتمبر                             | أكتوبر                             | نوفمبر                             | ديسمبر                             | المعدل السنوي                      |
| ---------------------------------- | ---------------------------------- | ---------------------------------- | ---------------------------------- | ---------------------------------- | ---------------------------------- | ---------------------------------- | ---------------------------------- | ---------------------------------- | ---------------------------------- | ---------------------------------- | ---------------------------------- | ---------------------------------- | ---------------------------------- |
| متوسط درجة الحرارة الكبرى °م (°ف)  | 27 (80)                            | 27 (80)                            | 28 (83)                            | 29 (84)                            | 30 (86)                            | 30 (86)                            | 31 (87)                            | 31 (88)                            | 30 (86)                            | 29 (85)                            | 28 (82)                            | 27 (80)                            | 29 (84)                            |
| متوسط درجة الحرارة الصغرى °م (°ف)  | 18 (64)                            | 18 (64)                            | 19 (67)                            | 20 (68)                            | 22 (72)                            | 23 (74)                            | 23 (74)                            | 23 (74)                            | 23 (73)                            | 22 (72)                            | 21 (69)                            | 14 (57)                            | 21 (70)                            |
| الهطول مم (إنش)                    | 30 (1.2)                           | 43 (1.7)                           | 46 (1.8)                           | 69 (2.7)                           | 210 (8.3)                          | 280 (11)                           | 200 (7.7)                          | 200 (8)                            | 200 (7.8)                          | 220 (8.7)                          | 51 (2)                             | 23 (0.9)                           | 1٬560 (61.4)                       |
| المصدر: Weatherbase                |                                    |                                    |                                    |                                    |                                    |                                    |                                    |                                    |                                    |                                    |                                    |                                    |                                    |

## معرض صور

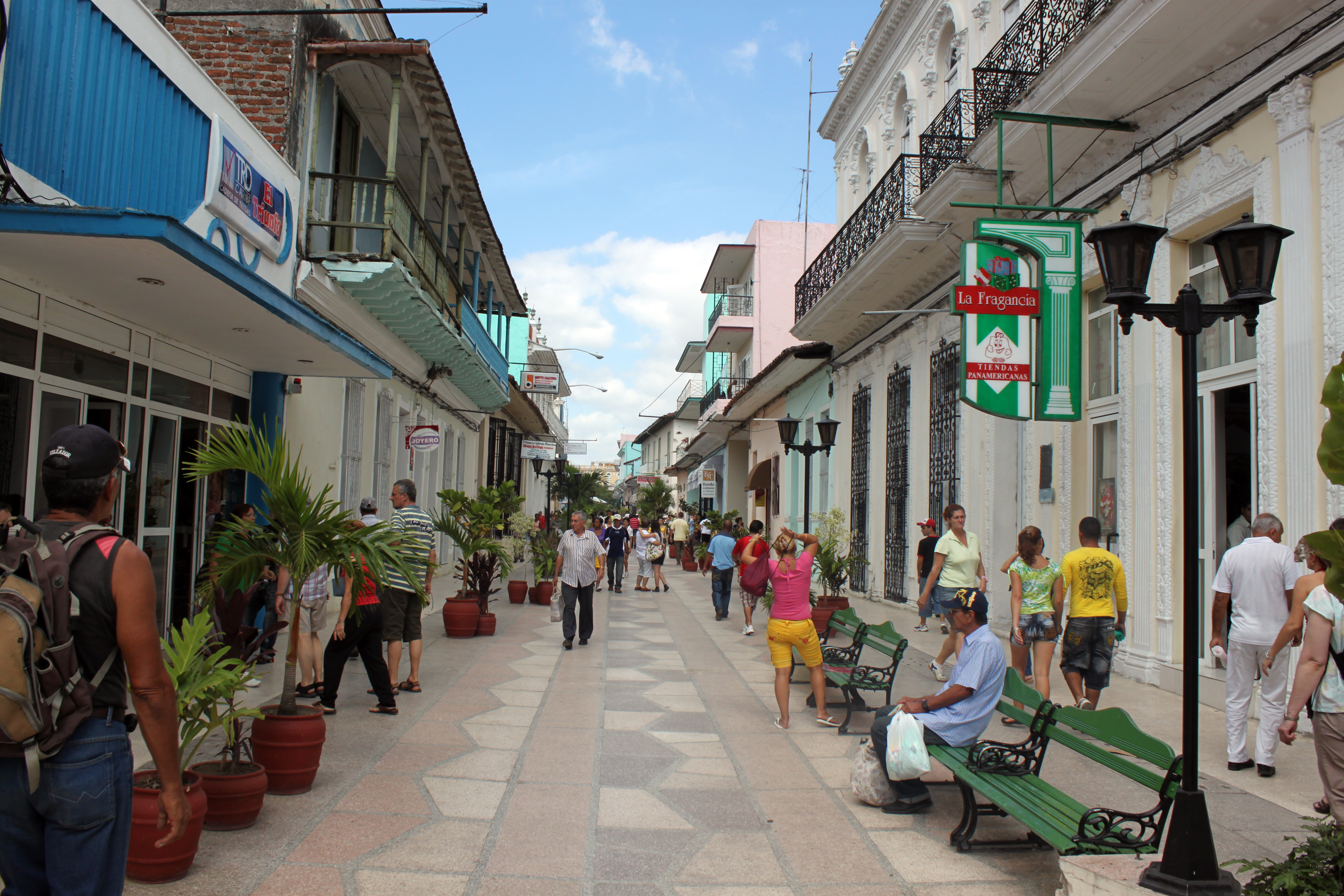
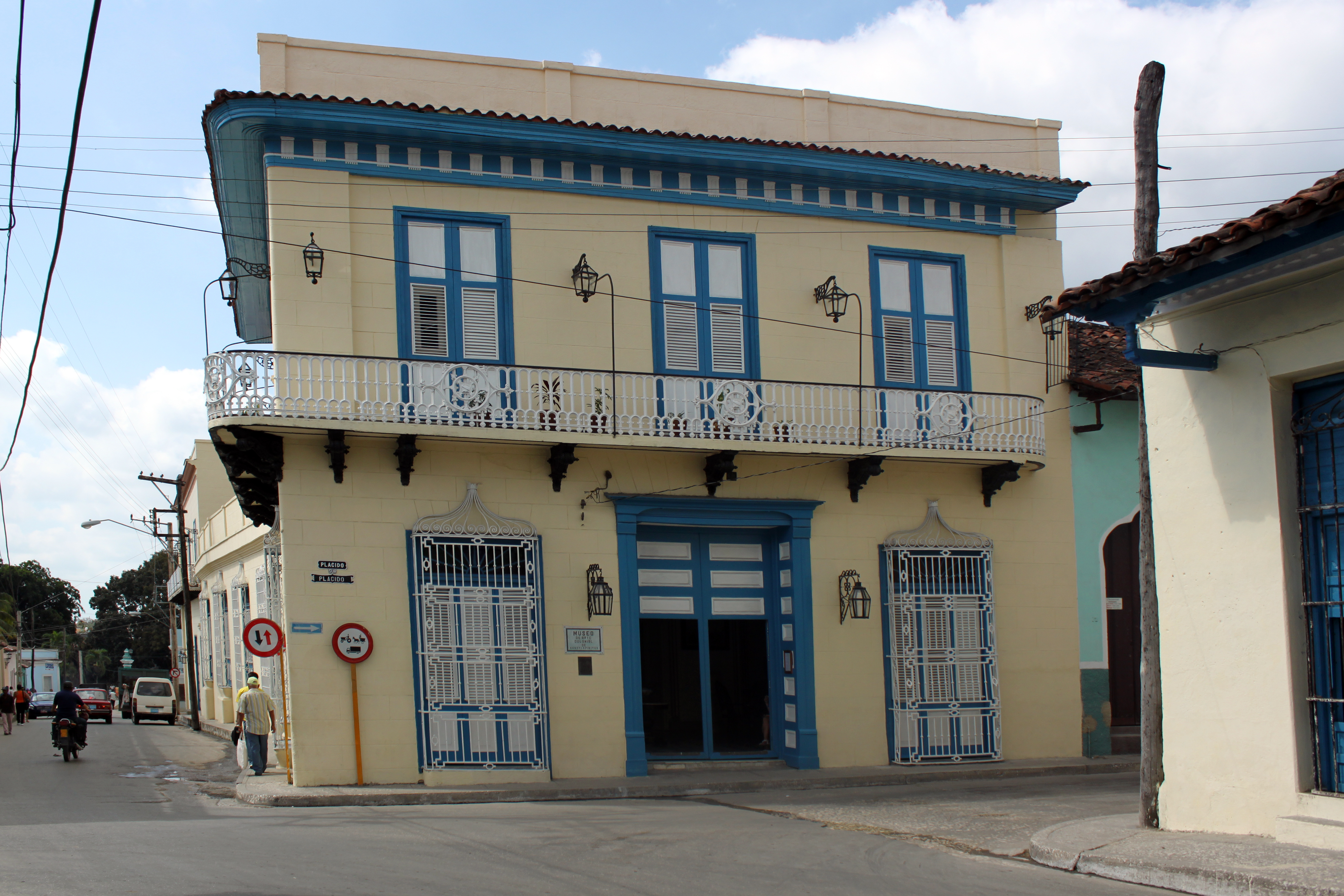
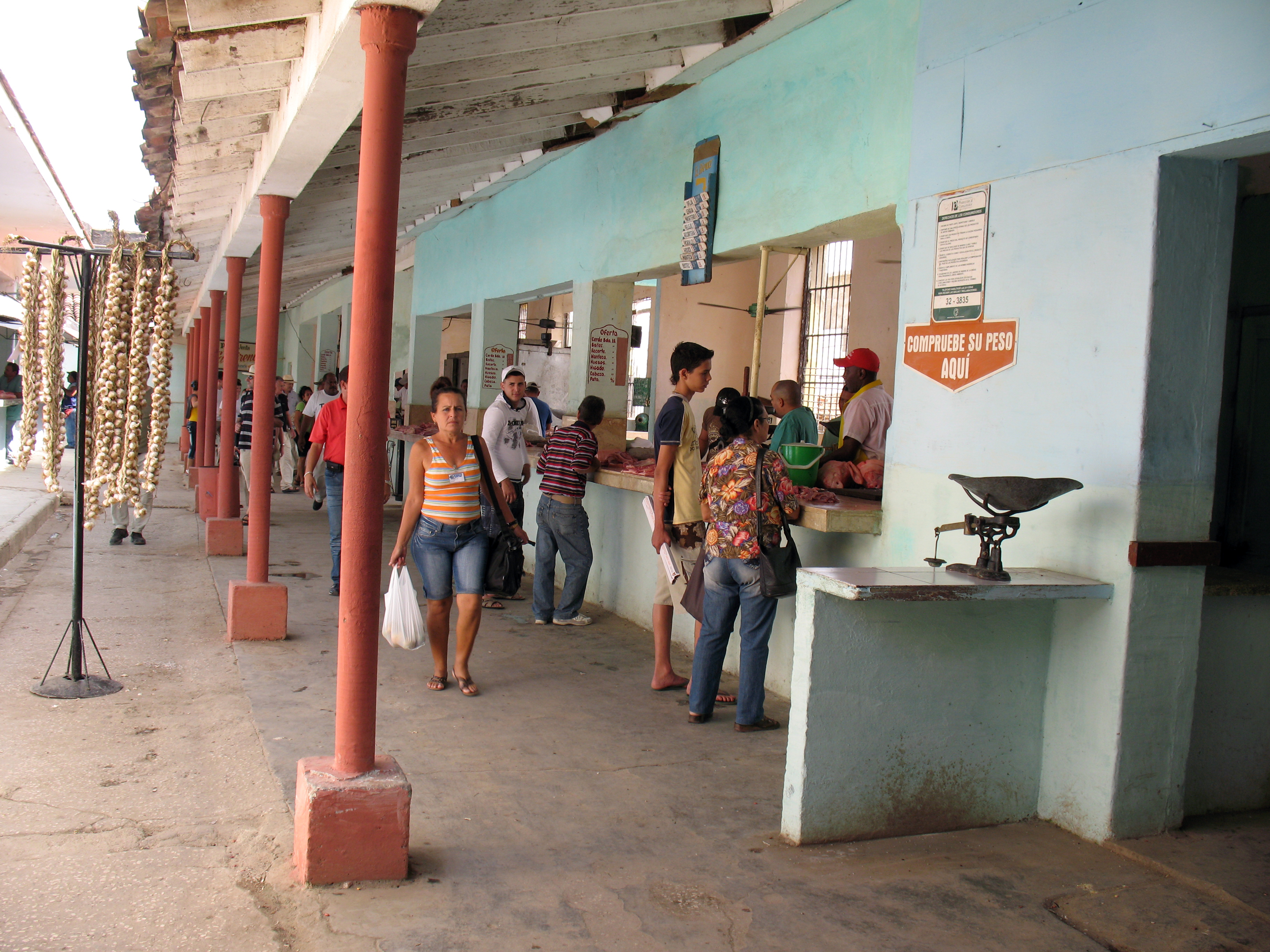

## مدن توأم
المدن التوأم:
- نوفيلارا.

## أعلام
- عمر لويس
- مانويل كاستيلانوس لوبيز
- أنطونيو رودريغيز
- مانويل كاربونيل
- إميليو فالي